# Festival REC
El Festival REC és el Festival Internacional de Cinema de Tarragona, una mostra nacional i internacional de llargmetratges de ficció o documental. Aquest té lloc anualment durant una setmana d'entre finals de novembre i principis de desembre a la ciutat de Tarragona, Tarragonès.

## Història
El Festival REC es va iniciar l'any 2001 sota el nom de Festival de Creació Audiovisual de Tarragona i va canviar la denominació a Festival REC l'any 2004. Tot i que sempre ha apostat per la innovació, no ha resultat aliè a la crisi econòmica i, per tant, la seva celebració s'ha vist en perill durant alguns anys.
Gràcies al canvi de data de realització habitual de la primavera a finals de tardor, el festival ha aconseguit sobreviure i continuar aportant a la ciutat cinema alternatiu apostant per l'exhibició de curtmetratges i d'òperes primer de diversos autors internacionals, sense deixar de banda, però, els creadors audiovisuals tarragonins.

## RECLab[3]
La secció d'indústria del Festival REC encara, aquest 2022, una novena edició en constant creixement pel que fa a propostes i sessions professionals així com reconeixement internacional. D'aquesta manera, el Laboratori Professional del REC, que es durà a terme de l'1 al 4 de desembre, es reafirma enguany com una plataforma d'èxit per als creadors emergents.
Un exemple d'aquest èxit són les pel·lícules Suro (2022) de Mikel Gurrea i Ramona (2022) d'Andrea Bagney.
D'altra banda, el programa professional dedicat a les possibilitats de desenvolupament i mercat per als nous projectes cinematogràfic inclouen un taller professional i les reunions one-to-one. A més, com a novetat d'enguany, la secció d'indústria del REC obrirà les portes al públic per primera vegada amb un screening test (projecció de prova) entorn del cinema “en cru” a partir d'una producció encara no estrenada.
A més, el Col·legi d'Enginyers Industrials de Catalunya i el Col·legi d'Arquitectes de Catalunya s'estrenen com a nous espais REC d'aquest 2022.
El Festival Internacional de Cinema de Tarragona REC i Play Acció Cultural organitzen el RECLab amb el suport d’Acción Cultural Española, Cine ICAA i la Unió Europea, a través del programa de Fons Next Generation.

## Primer Test
El Primer Test és una proposta pel desenvolupament i l'assaig de projectes cinematogràfics en fase de postproducció que cerquen l'assessorament d'una selecció d'experts en l'àmbit internacional.
Durant dos dies, programadors i agents de venda internacionals es reuneixen a porta tancada a les jornades d'indústria del Festival REC per aportar la seva experiència i aconsellar els directors i productors emergents nacionals.
El dia 1 de desembre de 2022 els i les participants del Primer Test van tenir l'oportunitat de participar en un taller', el qual tenia com a objectiu la divulgació d'eines i el reconeixement de noves finestres de desenvolupament i públics.
Alguns dels projectes audiovisuals que han tret profit del Primer Test i han pogut llançar produccions de gran rellevància en la cartografia cinematogràfica contemporània espanyola són els següents: Destello bravío (2020), Les dues nits d'ahir (2019), Ojos Negros (2018), Júlia Ist (2017), Trinta Lumes (2017), Letters to Paul Morrisey (2018), Ana de día (2016) o Con el Viento (2015).
El comitè de selecció del Primer Test 2022 va estar format per: María Paula Lorgia, Jim Kolmar, Anette Dujisin i Carla Sospedra i els projectes seleccionats van ser: Sica, Llobàs, Toda una vida, Creatura, 20.000 especies de abejas, Negu Hurbilak, Les Residents i On the go.

## Abonaments
El Festival REC ofereix diversos abonaments que l'espectador pot adquirir segons els seus interessos. Hi ha tres modalitats d'abonament: el Recurrent, el Rècord i el Rec&roll.

## Seccions
El festival s'organitza i divideix en sis seccions diferents.
La primera secció es titula Òpera Prima i recull, com el seu nom indica, els millors debuts cinematogràfics internacionals seguint l'objectiu de projectar cineastes i artistes emergents i apropar, així, les seves obres al públic. Els films inclosos en aquesta secció competeixen per quatre premis: Premi Millor Òpera Prima REC, Premi del Jurat Jove, Premi de Cineclubs i Premi del públic.
La segona secció que ofereix el festival són les Sessions Vermut, les quals permeten als espectadors tant el gaudi de sessions de projeccions cinematogràfiques, com l'assistència a un vermut, ja inclòs al preu de l'entrada.
La tercera s'anomena Tu, tot, tothom i inclou produccions cinematogràfiques que tracten temàtiques socials diverses.
La quarta, és Projeccions especials REC, la cinquena es titula Cap i cua i, finalment, la sisena s'anomena Autors de Tarragona, la qual només engloba les produccions audiovisuals de directors locals.

## Edicions[10]
El Festival REC de Cinema de Tarragona se celebra des de l'any 2004 i, per tant, compta amb divuit edicions, mitjançant les quals, Tarragona serveix com a nexe entre la cultura, la població i els i les artistes d'arreu.

## [12]Referències[13][14]
1. ↑  «REC, Festival Internacional de Cine de Tarragona». Arxivat de l'original el 2022-12-06. [Consulta: 6 desembre 2022].
2. ↑  «Festival REC» (en español).   Costadorada, 07-12-2022. [Consulta: 7 desembre 2022].
3. ↑  «RECLab». [Consulta: 18 desembre 2022].
4. ↑  «El festival REC lidera un programa de cinema europeu des de Tarragona».   Nació Digital Tarragona, 02-12-2016. [Consulta: 20 novembre 2023].
5. ↑  «RECLab». [Consulta: 9 desembre 2022].
6. 1 2  «Primer Test 2022». [Consulta: 6 desembre 2022].
7. ↑  «Abonaments REC 2022». [Consulta: 6 desembre 2022].
8. ↑  TarragonaDigital. «L'auge del cinema africà i els nous vincles emocionals: tots els detalls del Festival REC de Tarragona 2023». [Consulta: 20 novembre 2023].
9. ↑  «Autors de Tarragona 2022». [Consulta: 6 desembre 2022].
10. ↑  «REC | Festival Internacional de Cinema de Tarragona». [Consulta: 18 desembre 2022].
11. ↑  «REC | Festival Internacional de Cinema de Tarragona». [Consulta: 9 desembre 2022].
12. ↑  «Festival REC. Tu, Tot, Tothom».   CaixaForum Tarragona, 03-11-2022. [Consulta: 20 novembre 2023].
13. ↑  «Festival REC». [Consulta: 20 novembre 2023].
14. ↑  Redacció. «Més d’una desena de projectes participen en la 10a edició del Primer Test del RECLab», 17-11-2023. [Consulta: 20 novembre 2023].